# 藤井孝夫
藤井 孝夫（ふじい たかお、1916年〈大正5年〉 - ）は、日本の神学者である。関西学院大学名誉教授。
山口県徳山市（現周南市）生まれ。山口高等商業学校卒、京城で勤務、入営する。関西学院神学部から1944年日本基督教神学専門学校卒。牧師として大分県、山口県で活動後、関西学院大学神学部助教授、教授、1987年定年退任、名誉教授。

## 著書
- 『説教学入門』日本基督教団出版部 教師の友文庫、1962
- 『キリスト者の倫理』新教出版社 新教新書、1966
- 『異国人』基督教学徒兄弟団、1969
- 『教会 その存立の秘義をめぐって』日本基督教団出版局、1977
- 『キリストの復活事件と教会』新教出版社、1987
- 『福音と現代倫理』新教出版社、1988
- 『祈りは力である』日本キリスト教団芦屋西教会編 新教出版社、1991
- 『イエス・キリストその教会』新教出版社、1993
- 『聖霊と人間』新教出版社、1994

### 共著
- 『狐は穴あり空の鳥は塒あり 聖書共同研究』久山康、小林信雄共著 基督教学徒兄弟団、1958
- 『世にある教会の責任』金井愛明共著 日本基督教団宣教研究所第一分科編 日本基督教団、1961

## 参考
- 藤井孝夫教授退任記念号〔含 略年譜〕神学研究 1984-03
- 藤井孝夫, 小林信雄「私の歩んできた道 (藤井孝夫教授退任記念号)」『神学研究』第32号、関西学院大学、1984年3月、p3-23、ISSN 05598478、NAID 110000188779。